# Saint Andrew, Saint Vincent và Grenadines
Saint Andrew là một giáo xứ hành chính của Saint Vincent và Grenadines, thuộc đảo Saint Vincent. Thủ phủ là Layou.
- Diện tích: 29 km² (11 mi²)
- Dân số: 6,700 (ước tính năm 2000)